# عبد الرؤوف الشريف
عبد الرؤوف الشريف ولد في 21 أغسطس 1952 في توزر، هو طبيب وأستاذ جامعي وسياسي تونسي.

## السيرة الذاتية

### الدراسة والمسار المهني
تحصل عبد الرؤوف الشريف على شهادة في الطب من كلية الطب بتونس في 1979. أصبح أستاذ مساعد استشفائي جامعي في الجراحة العامة في 1982، قبل أن يصبح أستاذ محاضر مبرز في الجراحة العامة في 1990، ثم أستاذ استشفائي جامعي في الجراحة في 1996.

يعمل عبد الرؤوف الشريف منذ 1996 كدكتور جراح، وترأس قسم الجراحة العامة بمستشفى الحبيب ثامر بين 2007 و2015.

### النشاط المجتمعي
تولى عبد الرؤوف الشريف العديد من المسؤوليات الجمعياتية، حيث كان أمين عام فرع الرابطة التونسية للدفاع عن حقوق الإنسان بأريانة (1980-1984) وأمين عام الجمعية التونسية للجراحة بين 1996 و2002 ثم رئيسها بين 2002 و2006، وكذلك نائب رئيس الجمعية التونسية لعلوم الطب بين 2006 و2012 ثم رئيسها بين 2012 و2016. هو أيضا عضو بالمؤسسة المغاربية للجراحة والمؤسسة الفرنسية والفرنكوفونية لجراحة السمنة وعضو شرف بالمؤسسة اللبنانية للجراحة العامة.

على المستوى النقابي، هو عضو بالنقابة الوطنية للأطباء والصيادلة أطباء الأسنان، التي تولى أيضا أمانتها العامة.

كان أيضا عضوا باللجنة الوطنية للمراقبة الطبية للصندوق الوطني للتأمين على المرض.

### المسار السياسي
شارك في الانتخابات التشريعية التونسية 2014 كرئيس قائمة حزب نداء تونس في دائرة توزر الانتخابية، وفاز بمقعد في مجلس نواب الشعب. تولى في هذا المجلس عضوية لجنة تنظيم الإدارة وشؤون القوات الحاملة للسلاح ولجنة الصحة والشؤون الاجتماعية ولجنة شؤون ذوي الإعاقة والفئات الهشة ولجنة الحقوق والحريات والعلاقات الخارجية. استقال من المجلس في 17 نوفمبر 2018 لالتحاقه بالحكومة وعوضته فيه جيهان العبادي.

استقال من حركة نداء تونس في 2016 وانضم لحركة مشروع تونس.

عين في 14 نوفمبر 2018 في منصب وزير الصحة في حكومة يوسف الشاهد.

## روابط خارجية
- صفحة عبد الرؤوف الشريف على موقع مرصد مجلس لمنظمة البوصلة.